# Полевые шпаты

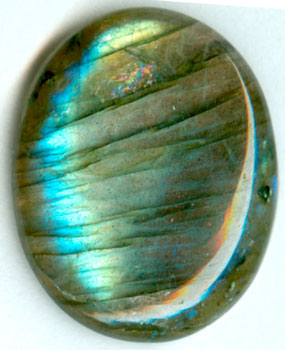
Лабрадор в форме кабошона, Пакистан. Фото: В.Слётов, с http://mindraw.web.ru/

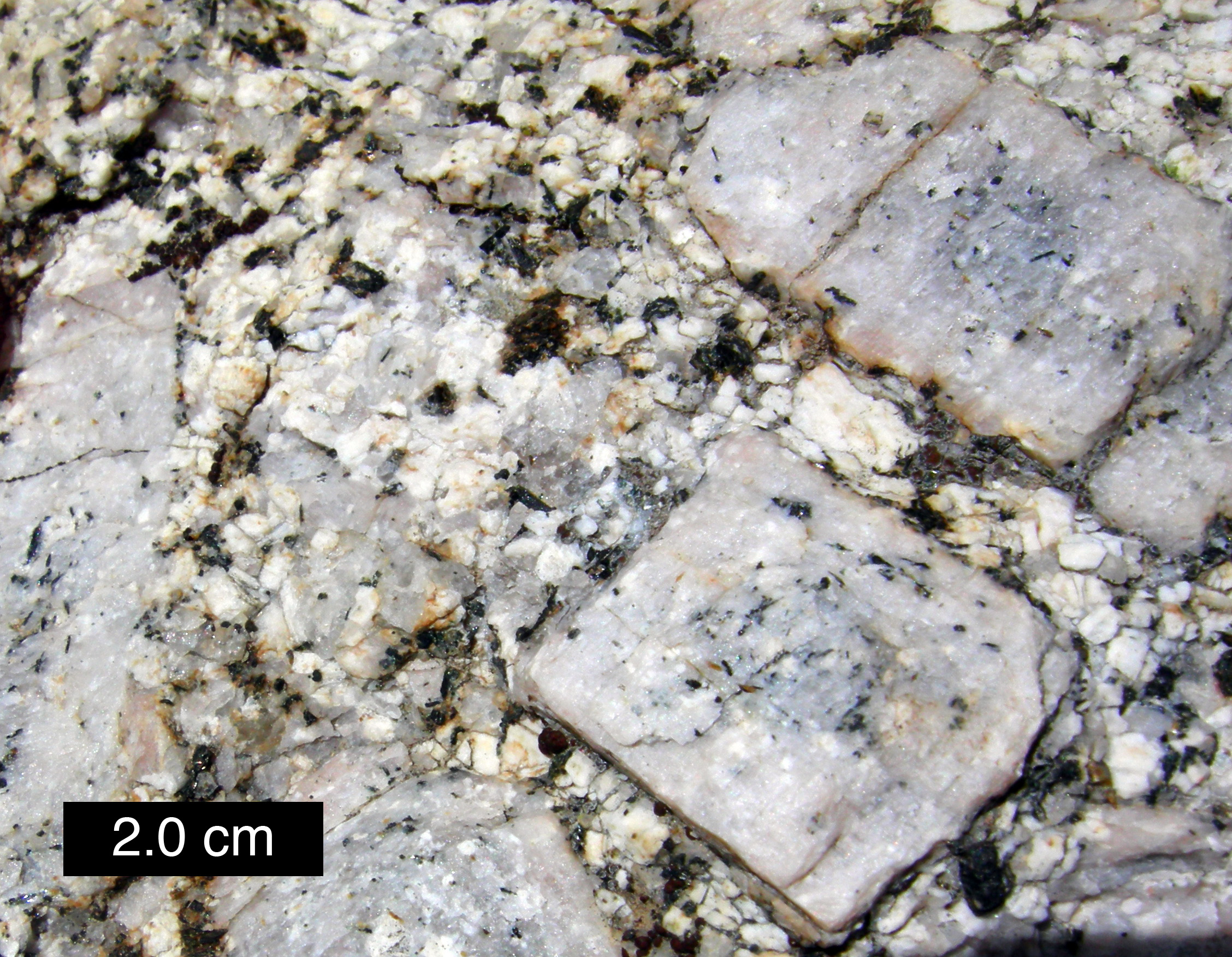

Полевы́е шпа́ты (F, от нем. Feldspat) — группа широкораспространённых, в частности — породообразующих минералов из класса силикатов. Большинство полевых шпатов — представители твёрдых растворов тройной системы изоморфного ряда К[AlSi3O8] — Na[AlSi3O8] — Са[Al2Si2O8], конечные члены которой соответственно — ортоклаз (Or), альбит (Ab), анортит (An).
Выделяют два изоморфных ряда: альбит (Ab) — ортоклаз (Or) и альбит (Ab) — анортит (An). Минералы первого из них могут содержать не более 10 % An, а второго — не более 10 % Or. Лишь в натриевых полевых шпатах, близких к Ab, растворимость Or и An возрастает. Члены первого ряда называются щелочными (К-Na полевые шпаты), второго — плагиоклазами (Са-Na полевые шпаты). Непрерывность ряда Ab-Or проявляется лишь при высоких температурах, при низких — происходит разрыв смесимости с образованием пертитов.
Наряду с санидином, являющимся высокотемпературным, выделяются низкотемпературные калиевые полевые шпаты — микроклин и ортоклаз.
Полевые шпаты — наиболее распространённые породообразующие минералы, они составляют около 50 % от массы земной коры. При распаде образуют глины и другие осадочные породы.

## История и этимология названия
Первое упоминании термина «полевой шпат» (нем. Feldtspat) было дано Даниэлем Тиласом в 1740 году.
Название — от нем. Feldt — «пашня», «поле» и Spath — «брусок». Был так назван из-за частых находок кристаллов минерала в виде «брусков» на пашнях.

## Общие свойства
Полевые шпаты относятся к силикатам с кристаллической структурой каркасного типа, это ажурные постройки из кремнекислородных тетраэдров, в которых кремний иногда замещён алюминием. Они образуют довольно однообразные кристаллы моноклинной или триклинной сингоний, в виде немногочисленных комбинаций ромбических призм и пинакоидов. Характерны простые или, в особенности, полисинтетические двойники. Спайность совершенная в двух направлениях, по (001) и (010). Кристаллы без примесей белые или бесцветные, от просвечивающих до полупрозрачных и прозрачных. Но чаще содержат много примесей и включений, придающих им любые окраски. Плотность 2,54—2,75 г/см³. Твёрдость 6 (один из эталонных минералов шкалы Мооса).
Все полевые шпаты хорошо травятся HF, плагиоклазы разрушаются также под действием HCl.

## Подгруппы

### Плагиоклазы
Плагиоклазы имеют общую формулу (Ca, Na)(Al, Si) AlSi2O8:
- Альбит (крайний член изоморфного ряда, с формулой: NaAlSi3O8, содержит 0—10 % An).
- Олигоклаз.
- Андезин.
- Лабрадор.
- Битовнит.
- Анортит (крайний член изоморфного ряда, с формулой: CaAl2Si2O8, содержит 90—100 % An).

#### Происхождение
Плагиоклазы, в основном салические, — главные породообразующие минералы магматических и многих метаморфических пород.
В магматических породах сначала кристаллизуется плагиоклаз, богатый An-молекулой, а затем выделяется более кислый (богатый кремнезёмом). В этих случаях могут развиваться зональные кристаллы. Некоторые магматические горные породы почти целиком состоят из плагиоклазов (анортозиты, плагиоклазиты и другие). В пегматитовых жилах часто встречается альбит, формирующийся за счёт других плагиоклазов, и особенно за счёт натрийсодержащих калиевых полевых шпатов. В гидротермальных условиях в процессе выветривания плагиоклазы изменяются в каолинитовые минералы и серицитовую слюду. При этом плагиоклазы, богатые анортитовой составляющей, разрушаются быстрее, чем кислые; альбит более устойчив.

### Калиевые полевые шпаты
К калиевым полевым шпатам (КПШ) относятся:
- Ортоклаз (KAlSi3O8)
- Адуляр (KAlSi3O8)
- Микроклин (KAlSi3O8)
- Санидин (KAlSi3O8)

Все четыре минерала соответствуют одной химической формуле, отличаясь друг от друга только степенью упорядоченности их кристаллических решёток.

#### Структурные особенности и номенклатура
Микроклин — триклинной сингонии (псевдомоноклинный), угол между плоскостями спайности отличается от прямого на 20'. Адуляр — с упорядоченной структурой и такой же формулой, но с наклоном спайности 30°. Санидин — моноклинный, с совершенно неупорядоченной структурой (К(AlSi)4O8), устойчив при температуре выше 500 °C, а ортоклаз, также строго моноклинный, имеет частично упорядоченную структуру К(А1,Si)Si2O8 и устойчив при температурах между 500° и 300 °C. Ниже этой температуры стабильной формой является микроклин. В составе ортоклазов почти постоянно присутствует некоторое количество Na2О, промежуточные члены между ортоклазом и альбитом называются анортоклазами. Ряд ортоклаз—альбит обычно устойчив при высоких температурах, понижение температуры ведёт к выделению альбита в ортоклазе (пертит) или ортоклаза в альбите (антипертит). Твёрдый раствор с санидином представляет собой моноклинную модификацию Na[AlSi308] с содержанием некоторого количества калия и известен как барбьерит; другая модификация такого же состава, но триклинная, образует твёрдый раствор с высокотемпературным альбитом. Разновидности: адуляр (назван по горному массиву Адула в швейцарских Альпах), низкотемпературный ортоклаз со слабо развитыми гранями (010) или без них, иногда опалесцирует и используется как полудрагоценный камень (лунный камень). Амазонит — светло-зелёный микроклин. Кристаллографические формы псевдомоноклинных триклинных представителей (микроклин и некоторые адуляры) аналогичны формам ортоклаза.
Ортоклаз характеризуется прямым углом между плоскостями спайности.
Для отличия плагиоклазов от калиевых полевых шпатов используется метод окрашивания. Для этого поверхность породы или пластинка минерала травится плавиковой кислотой, а после помещается в раствор К-родизоната; — плагиоклазы, за исключением альбита, окрашиваются в кирпично-красный цвет.

#### Происхождение
Калиевые полевые шпаты — главные породообразующие минералы кислых магматических пород (граниты, сиениты, гранодиориты и др.), а также некоторых широко распространённых метаморфических пород (гнейсы). В последних преобладает низкотемпературный микроклин, тогда как в магматических породах плутонического типа присутствует ортоклаз, а в вулканических — санидин. Анортоклаз — типичный минерал магматических пород, богатых натрием.
Ортоклаз и микроклин вместе с кварцем и мусковитом являются главными минералами пегматитов. Если в них присутствует берилл, микроклин может быть обогащён бериллием, который, как и алюминий, способен замещать атомы кремния. Для пегматитов характерны прорастания ортоклаза (микроклина) с кварцем, известные как «письменный гранит» и являющиеся продуктом раскристаллизации эвтектического магматического расплава. Адуляр — типичный полевой шпат в гидротермальных жилах альпийского типа.
По сравнению с плагиоклазами, калиевые полевые шпаты более устойчивы к разрушению, но они могут замещаться альбитом, давая начало «метасоматическому пертиту». В гидротермальных условиях и при выветривании они изменяются в минералы группы каолинита.
Хорошо известны месторождения калиевых полевых шпатов в Норвегии, в Швеции, на Мадагаскаре, на территории Ильменского заповедника и во многих пегматитовых проявлениях Южного Урала. Также в штате Мэн, США, и в других местах.

### Калиево-бариевые полевые шпаты (Гиалофаны)
- Цельзиан (BaAl2Si2O8).

Довольно редкий минерал. Отдельные кристаллы кремового цвета имеют исключительно коллекционное значение.

## Применение
Полевые шпаты широко используются:
- в керамической промышленности[2]
- как плавень (флюсы) при сварке и в металлургии
- в стекольной, как алюмосодержащее сырьё
- как наполнители, лёгкие абразивы (например, в производстве зубных паст)
- как сырьё для извлечения рубидия и некоторых других содержащихся в них элементов-примесей.

Некоторые разновидности полупрозрачных и прозрачных плагиоклазов, обладающие эффектом опалесценции или серебристо-синеватой и золотистой иризацией используются как поделочные камни в ювелирном деле.